# Meatotomie
Meatotomie je chirurgické rozšíření zevního ústí močové trubice nastřižením spodní části žaludu penisu. Tato úprava může být doporučena lékařem při problémech se zúžením močové trubice. Meatotomie bývá také často vytvořena v rámci extrémních modifikací těla pro zesílení sexuálního prožitku díky odhalení nervových zakončení močové trubice.

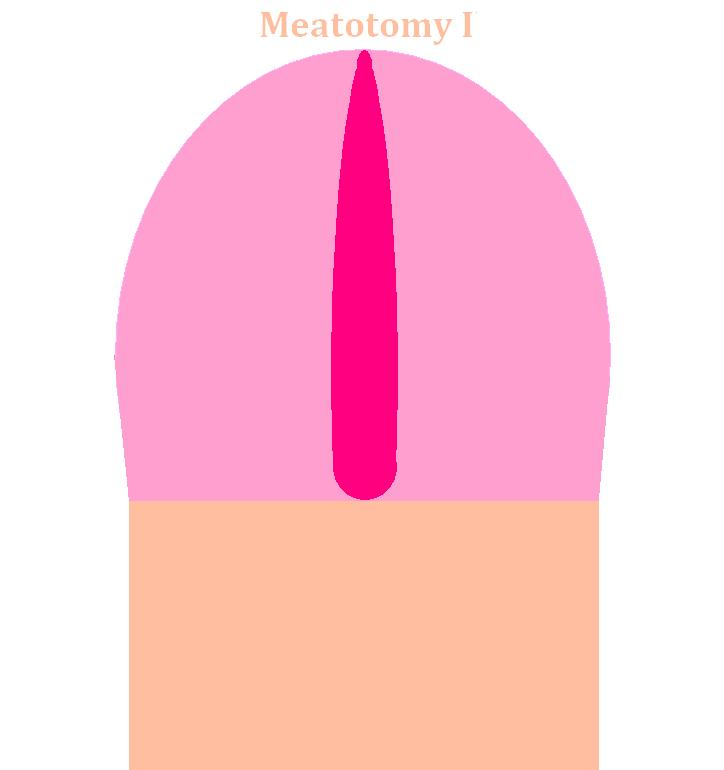
zvětšené ústí v normálním stavu

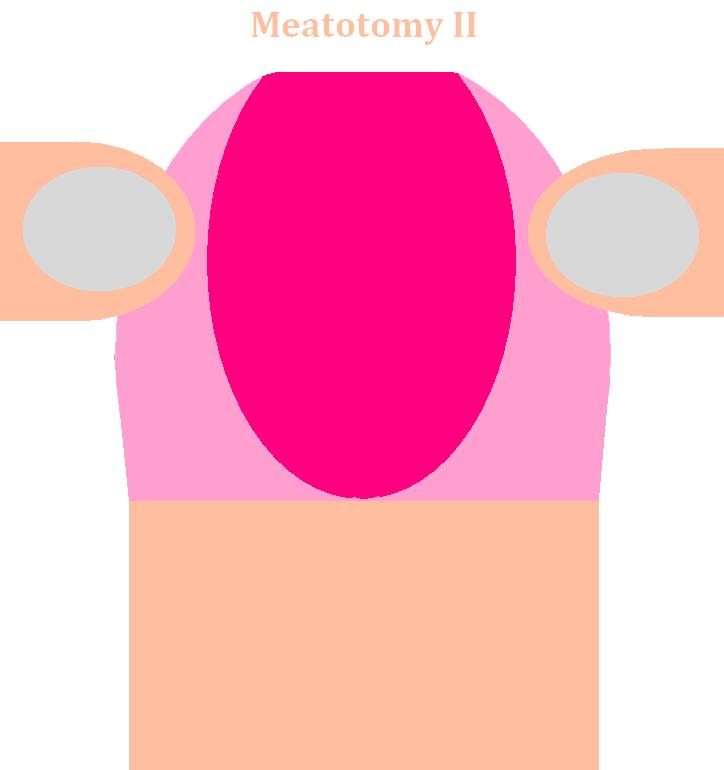
zvětšené ústí rozevřené prsty